# Chewia miniata
Chewia miniata är en skalbaggsart som beskrevs av Legrand 2004. Chewia miniata ingår i släktet Chewia och familjen Cetoniidae. Inga underarter finns listade i Catalogue of Life.